# UWA World Junior Light Heavyweight Championship
L'UWA World Junior Light Heavyweight Championship (Campeonato Mundia de Peso Semicompleto Junior UWA in lingua spagnola) è stato un titolo appartenuto della federazione messicana Universal Wrestling Association e promosso nel corso della sua storia anche da diverse federazioni giapponesi.
Il titolo è stato creato nel 1977 ed era riservato ai lottatori aventi un peso tra 97 e 107 kg, anche se questa restrizione del peso non venne sempre applicata, ed è stato attivo fino al 2015, quando smise di essere difeso e venne considerato inattivo.

## Storia
Il titolo fu originariamente promosso dalla Universal Wrestling Association, fino alla chiusura della federazione nel 1995. In seguito fu adottato dalla New Japan Pro-Wrestling (NJPW) per i due anni successivi, diventando anche uno degli otto titoli parte del J-Crown. Alla dissoluzione del J-Crown, fu adottato brevemente dalla Toryumon nel 1998, e dall'anno successivo iniziò ad essere disputato nel circuito indipendente messicano.
L'ultimo a vincere il titolo fu Super Nova, nel 2013. Non avendo mai difeso la cintura, a partire dal 2015 il titolo è considerato inattivo.

## Albo d'oro
| Legenda  |                                                                               |
| -------- | ----------------------------------------------------------------------------- |
| #        | Indica il numero del regno titolato                                           |
| Regno    | Viene indicato il numero del regno del campione                               |
| Data     | La data in cui il titolo è stato vinto                                        |
| Località | Indica il luogo in cui il titolo è stato vinto                                |
| Note     | Indica notizie particolari riguardanti i cambi di titolo o altre informazioni |

| No.                                   | Campione             | Cambio di titolo  | Cambio di titolo | Cambio di titolo             | Statistiche regno | Statistiche regno | Note | Ref.  |
| No.                                   | Campione             | Data              | Evento           | Posizione                    | Regno             | Giorni            | Note | Ref.  |
| ------------------------------------- | -------------------- | ----------------- | ---------------- | ---------------------------- | ----------------- | ----------------- | --- | ----- |
| Universal Wrestling Association (UWA) |                      |                   |                  |                              |                   |                   | |       |
| 1                                     | Cesar Valentino      | 20 novembre 1977  | House show       | Città del Messico, Messico   | 1                 | 441               | Valentino vinse il titolo sconfiggendo Anibal America Salvaje per decretare il campione inaugurale. |       |
| 2                                     | Gran Hamada          | 4 febbraio 1979   | House Show       | Città del Messico, Messico   | 1                 | 66                | |       |
| 3                                     | Perro Aguayo         | 11 aprile 1979    | House Show       | Città del Messico, Messico   | 1                 | 248               | |       |
| -                                     | Vacante              | 15 dicembre 1979  | --               | --                           | --                | --                | Reso vacante in seguito ad un infortunio di Perro Aguayo. |       |
| 4                                     | El Solitario         | 27 gennaio 1980   | House Show       | Città del Messico, Messico   | 1                 | 428               | El Solitario vinse uno spareggio contro Masanobu Kurisu per il titolo vacante. |       |
| 5                                     | Eric Embry           | 30 marzo 1981     | House Show       | Puebla de Zaragoza, Messico  | 1                 | 691               | |       |
| 6                                     | El Solitario         | 19 luglio 1981    | House Show       | Città del Messico, Messico   | 1                 | 691               | |       |
| 7                                     | El Signo             | 10 giugno 1983    | House Show       | Tijuana, Messico             | 1                 | 250               | |       |
| -                                     | Vacante              | 15 febbraio 1984  | --               | --                           | --                | --                | Il titolo è stato dichiarato vacante quando El Signo difese effettuò una difesa del titolo non autorizzata contro Kato Kung Lee. |       |
| 8                                     | Anibal               | 27 maggio 1984    | House Show       | Città del Messico, Messico   | 1                 | 111               | Anibal vinse un torneo per assegnare il titolo vacante sconfiggendo in finale El Texano. |       |
| 9                                     | Invader III          | 15 settembre 1984 | House Show       | San Juan, Porto Rico         | 1                 | --                | | [ 5 ] |
| 10                                    | Anibal               | 1984              | --               | --                           | 2                 | --                | |       |
| 11                                    | Negro Navarro        | 6 gennaio 1985    | House Show       | Città del Messico, Messico   | 1                 | 50                | |       |
| 12                                    | Mano Negra           | 25 febbraio 1985  | House Show       | Puebla de Zaragoza, Messico  | 1                 | 371               | |       |
| 13                                    | El Cobarde II        | 8 dicembre 1985   | House Show       | Città del Messico, Messico   | 1                 | 86                | |       |
| 14                                    | Gran Hamada          | 4 marzo 1986      | House Show       | Querétaro, Messico           | 1                 | 257               | |       |
| 15                                    | Blue Panther         | 16 novembre 1986  | House Show       | Città del Messico, Messico   | 1                 | 190               | |       |
| 16                                    | Solar I              | 25 maggio 1987    | House Show       | Puebla de Zaragoza, Messico  | 1                 | 259               | |       |
| 17                                    | Blue Panther         | 8 febbraio 1988   | House Show       | Puebla de Zaragoza, Messico  | 1                 | 221               | |       |
| 18                                    | Gran Cochisse        | 16 settembre 1988 | House Show       | Città del Messico, Messico   | 2                 | 225               | |       |
| 19                                    | Ringo Mendoza        | 29 aprile 1989    | House Show       | Città del Messico, Messico   | 1                 | 423               | | [ 7 ] |
| 20                                    | Perro Aguayo         | 29 giugno 1990    | House Show       | Città del Messico, Messico   | 2                 | --                | |       |
| -                                     | Vacante              | febbraio 1992     | --               | --                           | --                | --                | Il titolo è stato reso vacante in seguito alla partenza di Perro Aguayo dalla UWA. |       |
| 21                                    | Gran Hamada          | 12 dicembre 1992  | House Show       | Città del Messico, Messico   | 3                 | 274               | Gran Hamada vinse un torneo per assegnare il titolo vacante sconfiggendo in finale Black Power II. |       |
| 22                                    | El Engendro          | 12 settembre 1993 | House Show       | Naucalpan de Juárez, Messico | 1                 | 10                | |       |
| 23                                    | Gran Hamada          | 22 settembre 1993 | House Show       | Pachuca, Messico             | 4                 | 792               | In seguito alla chiusura della UWA nel 1995, Gran Hamada portò il titolo con sè in Giappone. |       |
| New Japan Pro-Wrestling (NJPW)        |                      |                   |                  |                              |                   |                   | |       |
| 24                                    | Sabu                 | 23 novembre 1995  | House Show       | Kawasaki, Giappone           | 1                 | 8                 | |       |
| 25                                    | El Samurai           | 1 dicembre 1995   | House Show       | Niigata, Giappone            | 1                 | 107               | |       |
| 26                                    | Koji Kanemoto        | 17 marzo 1996     | House Show       | Amagasaki, Giappone          | 1                 | --                | |       |
| -                                     | Vacante              | maggio 1996       | --               | --                           | --                | --                | Reso vacante in seguito ad un infortunio di Kanemoto. |       |
| 27                                    | Shinjiro Otani       | 17 giugno 1996    | Sky Diving J     | Tokyo, Giappone              | 1                 | 58                | Otani vinse uno spareggio contro Kazushi Sakuraba per il titolo vacante. |       |
| 28                                    | Ultimo Dragon        | 4 agosto 1996     | G1 Climax        | Tokyo, Giappone              | 1                 | 1                 | Ultimo Dragon sconfisse Otani nel secondo turno del torneo per il J-Crown. |       |
| 29                                    | The Great Sasuke     | 5 agosto 1996     | G1 Climax        | Tokyo, Giappone              | 1                 | 67                | The Great Sasuke vinse il torneo che metteva in palio 8 cinture, unendole nel J-Crown. |       |
| 30                                    | Ultimo Dragon        | 11 ottobre 1996   | House Show       | Tokyo, Giappone              | 2                 | 85                | Come parte del J-Crown. |       |
| 31                                    | Jushin Thunder Liger | 4 gennaio 1997    | Wrestling World  | Tokyo, Giappone              | 1                 | 183               | |       |
| 32                                    | El Samurai           | 6 luglio 1997     | House Show       | Sapporo, Giappone            | 2                 | 35                | |       |
| 33                                    | Shinjiro Otani       | 10 agosto 1997    | House Show       | Nagoya, Giappone             | 2                 | 87                | |       |
| -                                     | Vacante              | 5 novembre 1997   | --               | --                           | --                | --                | Otani sciolse il J-Crown, rendendo vacanti tutte le cinture ad eccezione dell'IWGP Junior Heavyweight Championship e restituendole alle loro federazioni di appartenenza.                                                                       |       |
| Toryumon e circuiti indipendenti      |                      |                   |                  |                              |                   |                   | |       |
| 34                                    | Gran Hamada          | 30 luglio 1998    | House Show       | Ninohe, Giappone             | 5                 | 200               | Gran Hamada vinse uno spareggio contro Convict I per il titolo vacante. |       |
| -                                     | Vacante              | 1999              | --               | --                           | --                | --                | Non sono note le circostanze in cui Hamada rese vacante il titolo. |       |
| 35                                    | El Cobarde           | 15 febbraio 1999  | House Show       | Nuevo Laredo, Messico        | 1                 | 420               | El Cobarde vinse uno spareggio contro Perro Aguayo per il titolo vacante. |       |
| 36                                    | Heavy Metal          | 10 aprile 2000    | House Show       | Nuevo Laredo, Messico        | 1                 | --                | |       |
| 37                                    | Silver King          | 2006              | --               | --                           | 1                 | --                | |       |
| 38                                    | Diluvio Negro II     | 25 febbraio 2007  | House Show       | Monterrey, Messico           | 1                 | --                | |       |
| 39                                    | Histerìa             | --                | --               | --                           | 1                 | --                | |       |
| 40                                    | El Pulpo             | 16 giugno 2011    | House Show       | Matamoros, Messico           | 1                 | --                | |       |
| 41                                    | Operativo 209        | 31 marzo 2013     | House Show       | Stockton, California         | 1                 | 47                | |       |
| 42                                    | Super Nova           | 17 maggio 2013    | House Show       | Yakima, Washington           | 1                 | 594               | |       |
| -                                     | Disattivato          | 2015              | --               | --                           | --                | --                | Il titolo non è più stato difeso a partire dalla fine del 2014, quando Super Nova ha firmato con la Lucha Libre AAA Worldwide. Il titolo è considerato disattivato, seppur non ci siano comunicazioni ufficiali, a partire dal 1º gennaio 2015. |       |